# Brilliance V6

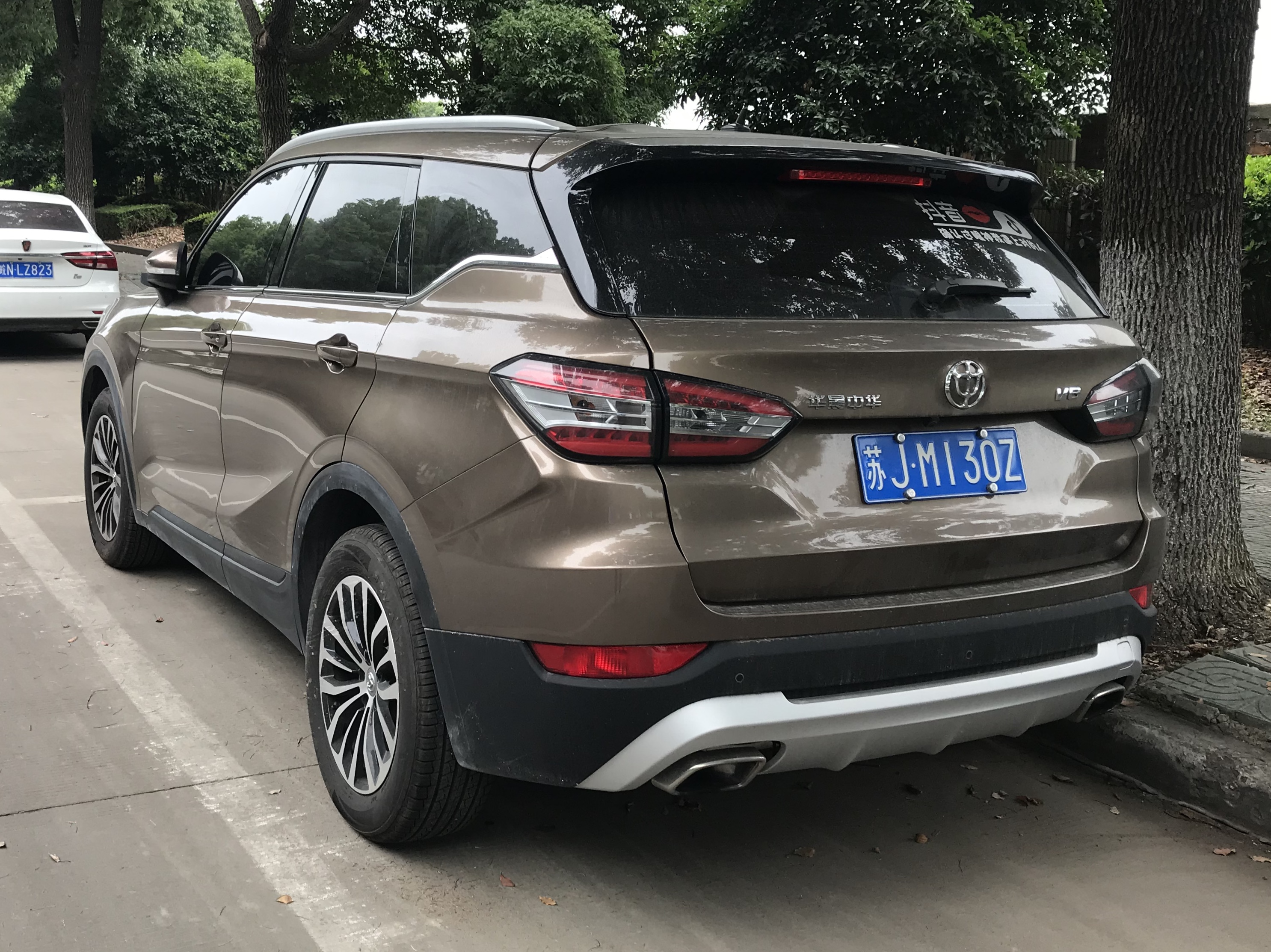
Heckansicht

Der Brilliance V6 ist ein Sport Utility Vehicle der chinesischen Automarke Brilliance.

## Geschichte
Das Fahrzeug debütierte auf der Guangzhou Auto Show im November 2017. Einen Monat später kam es in China in den Handel. Im Gegensatz zum knapp acht Zentimeter längeren, siebensitzigen Brilliance V7, der ab Juni 2018 verkauft wurde, hat der V6 nur fünf Sitzplätze. Technisch baut der V7 auf dem V6 auf.

## Technische Daten
Im Brilliance V6 übernimmt ein aufgeladener 1,5-Liter-Ottomotor mit 110 kW (150 PS) den Antrieb. Serienmäßig ist ein 6-Gang-Schaltgetriebe, gegen Aufpreis war ein 7-Stufen-Doppelkupplungsgetriebe erhältlich. Allradantrieb war nicht lieferbar. Der Brilliance V7 wird hingegen von einem aufgeladenen 1,6-Liter-Ottomotor mit 150 kW (204 PS) von PSA angetrieben.
|                                             | 1.5T                               |
| Bauzeitraum                                 | 12/2017–10/2020                    |
| Motorkenndaten                              |                                    |
| Motortyp                                    | Reihen-Vierzylinder-Ottomotor      |
| Motoraufladung                              | Turbolader                         |
| Hubraum                                     | 1499 cm³                           |
| max. Leistung bei min−1                     | 110 kW (150 PS) / 5500             |
| max. Drehmoment bei min−1                   | 220 Nm / 1600–4000                 |
| Kraftübertragung                            |                                    |
| Antrieb, serienmäßig                        | Vorderradantrieb                   |
| Getriebe, serienmäßig                       | 6-Gang-Schaltgetriebe              |
| Getriebe, optional                          | (7-Stufen-Doppelkupplungsgetriebe) |
| Messwerte                                   |                                    |
| Höchstgeschwindigkeit                       | k. A.                              |
| Beschleunigung, 0–100 km/h                  | 10,2 s                             |
| Kraftstoffverbrauch auf 100 km (kombiniert) | k. A.                              |